# Oosterse plataan
De Oosterse plataan (Platanus orientalis) is een boom uit de plataanfamilie (Platanaceae). Hij heeft diep ingesneden bladeren en komt van nature voor in het oosten en zuidoosten van Europa, in Klein-Azië en Iran en India. De boom wordt in het gebied van herkomst ook vaak aangeplant. De soort kan 30 m hoog worden. Hij groeit langzamer dan de Gewone plataan (Platanus × hispanica), die een kruising is met de Westerse plataan. Hij is ook minder goed bestand tegen luchtvervuiling.

## Beschrijving
De bladeren van de Oosterse plataan zijn vijf- of zevenlobbig. De lobben zijn langer en smaller dan bij de gewone plataan. De bladsteel is geelachtig en circa 5 cm lang. De steel heeft een dikke, rode voet. De bladeren veranderen van bleek oranjebruin tot geelachtig groen en ten slotte tot bleek bronskleurig.

## Trivia
De dikste meerstammige Oosterse plataan van België staat aan het kasteel van Kwabeek te Boutersem

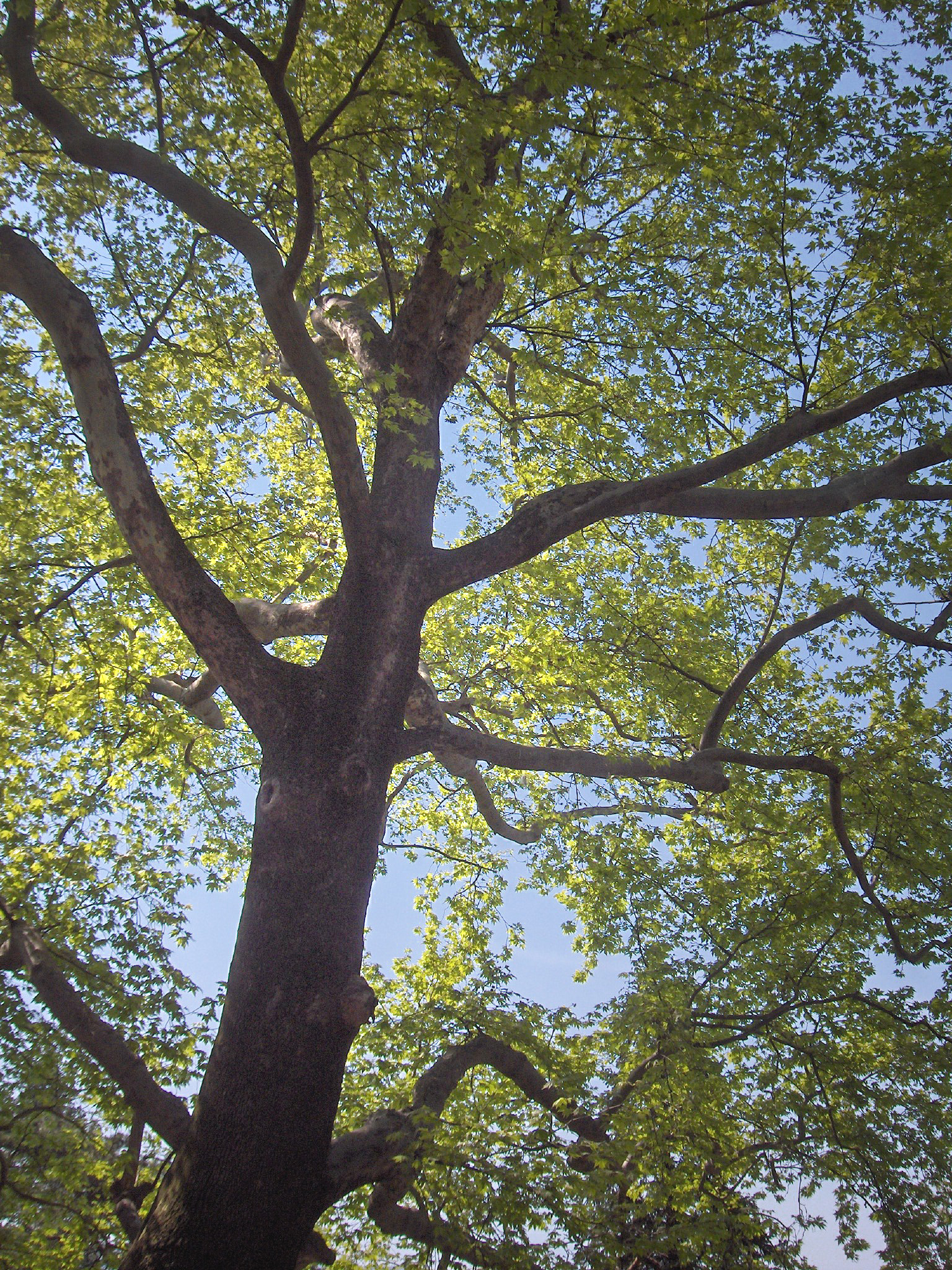
Volwassen boom in Bursa (Turkije)